# Bokurskogarna i Karpaterna och Tyskland
Bokurskogarna i Karpaterna och Tyskland är ett enastående exempel på orörda, komplext temperade skogar och omfattar två transnationella objekt omfattande femton olika delar (6 i Ukraina, 4 i Slovakien och 5 i Tyskland). Objektet i Karpaterna sträcker sig längs en 185 km axel från Rakhivbergen och Chornohirskyibergen i Ukraina, västerut längs Polonyniska ryggen till Bukovské vrchy och Vihorlatbergen i Slovakien. De har en ovärderlig genetisk samling bok och många arter associerade med, och beroende av, dessa skogshabitat. De är även ett unikt exempel på återkolonisering och utveckling av jordens ekosystem och grupper efter senaste istiden, en process som fortfarande pågår.
I juni 2011 ökades världsarvet med fem skogar i Tyskland. De flesta av dessa var redan tidigare klassificerade som nationalpark.

## Stort biologiskt värde
Dessa skogar visar de mest fullständiga och omfattande ekologiska mönstren och processerna av rent stående europeiska björkar under ett antal olika naturmässiga förutsättningar. Bokurskogarna i Karpaterna är nödvändiga för att förstå historien och evolutionen av underfamiljen Fagus, som genom sin utbredning i norra hemisfären och dess ekologiska betydelse, är globalt betydelsefull. Dessa orörda, komplexa tempererade bokskogar är en av de viktigaste elementen av skog i den tempererade lövskogsbiomen.
De individuella komponenterna av detta seriella objekt är av tillräcklig storlek för att bevara den naturliga processen nödvändig för lång tids ekologiska livsdugligheten av dess habitat och ekosystem. Effektiv implementation av den integrerade skötselplanen är ett krav för att leda planering och skötsel av allt. Huvudfrågor för skötseln omfattar kontroll av skogsbränder och bevarandet av monumentala gamla träd, bevarandet och skötseln av bergsängar, flodkorridorer och sötvattensekosystem, turism, forskning och bevakning.
Vid sidan av Havešová, Rožok, och Stužica (alla belägna i Bukovské vrchy) finns det en fjärde komponent i Slovakien, nämligen Kyjovský prales i Vihorlat. Ukrainska platser omfattar Chornohora, Kuziy-Trybushany, Maramarosh, Stuzhytsia–Uzhok, Svydovets, och Uholka–Shyrikyi Luh. Dock är endast ett fåtal av de tio delarna nåbara för besökare. Stužica är exempelvis den enda av tre platser i Bukovske vrchy (Slovakien) som har vandringsleder.
Större delen av världsarvets slovakiska del ligger i Poloniny nationalpark som den östligaste och även den minst befolkade delen av landet. Nationalparken skapades 1 oktober 1997 med en skyddad area på 298,05 km² och en buffertzon på 109,73 km².